# بخش اوکونشنیکوفسکی
بخش اوکونشنیکوفسکی (به لاتین: Okoneshnikovsky District) یک منطقهٔ مسکونی در روسیه است که در استان اومسک واقع شده‌است.